# John Edward Redmond
John Edward Redmond (1 de setembro de 1856 - 6 de março de 1918) foi um político nacionalista irlandês, advogado e deputado na Câmara dos Comuns do Reino Unido. Ele era mais conhecido como líder do moderado Partido Parlamentar Irlandês (IPP) de 1900 até sua morte em 1918. Ele também era líder da organização paramilitar Voluntários Nacionais Irlandeses (INV).

## Vida
Ele nasceu em uma antiga família católica proeminente na Irlanda rural; vários parentes eram políticos. Ele assumiu o controle da facção minoritária do IPP leal a Charles Stewart Parnell quando esse líder morreu em 1891. Redmond foi um político conciliador que alcançou os dois principais objetivos de sua vida política: a unidade partidária e, em setembro de 1914, a passagem do governo da Lei da Irlanda de 1914 . A Lei concedeu autogoverno limitado à Irlanda, dentro do Reino Unido. No entanto, a implementação do Home Rule foi suspensa pela eclosão da Primeira Guerra Mundial. Redmond convocou os Voluntários Nacionais para se juntarem aos regimentos irlandeses do Novo Exército Britânico e apoiar o esforço de guerra britânico e aliado para restaurar a "liberdade das pequenas nações" no continente europeu, garantindo assim também a implementação do Home Rule após uma guerra que se esperava ser de curta duração. No entanto, após o Levante da Páscoa de 1916, a opinião pública irlandesa mudou a favor do republicanismo militante e da independência total da Irlanda, de modo que seu partido perdeu o domínio na política irlandesa.